# 마녀의 게임
《마녀의 게임》은 2022년 10월 10일부터 2023년 4월 14일까지 방송되었던 MBC 일일 드라마였다.

## 기획 의도
거대 악에 희생된 두 모녀의 핏빛 대결을 그린 드라마

## 방송 시간
| 방송 채널 | 방송 기간                                               | 방송 시간                    | 방송 분량 |
| --------- | ------------------------------------------------------- | ---------------------------- | --------- |
| MBC TV    | 2022년 10월 11일 ~ 2023년 4월 14일 [1회~119회] (본방송) | 매주 평일 저녁 7:05 ~ 7:40   | 35분      |
| MBC TV    | 2022년 10월 13일 ~ 2023년 4월 13일 (본방송)             | 매주 목요일 저녁 7:10 ~ 7:40 | 30분      |

## 제작진

### 제작사
- MBC C&I

### 제작
- 김정호

### 극본
- 이도현 : tvN 일일 드라마 《가족의 비밀》(집필), MBC 일일 드라마 《비밀과 거짓말》(집필) 집필

### 연출
- 이형선 : 영화 《무도리》(감독), MBC 수목 드라마 《이브의 모든 것》(조연출), MBC 아침 드라마 《보고싶은 얼굴》(연출), MBC 아침 드라마 《황금마차》(공동 연출), MBC 소설 극장 《김약국의 딸들》(조연출), MBC 아침 드라마 《내 곁에 있어》(연출), MBC 아침 드라마 《언제나 봄날》(공동 연출), MBC 베스트극장 《혼자 우는 사랑》(연출), MBC 주말 드라마 《장미의 전쟁》(조연출), MBC 주말 특별 기획 드라마 《신이라 불리운 사나이》(연출), MBC 추석 특집 드라마 《아버지의 바다》(연출), MBC 주말 드라마 《천하일색 박정금》(연출), MBC 주말 드라마 《금 나와라, 뚝딱!》(공동 연출), MBC 아침 드라마 《언제나 봄날》(공동 연출) 연출

## 등장인물
- (†) 표시는 드라마 상에서 최종적으로 사망한 인물이다.

### 주요 인물
- 장서희 : 설유경 / 유민주 역[1] (아역: 김수하) - 본작의 메인 여주인공. 천하그룹 마회장 비서출신 상무이사에 이어 대표이사가 된다, 나이를 가늠할 수 없는 미모와 우아한 자태, 고고한 품격을 지녔다. 그 누구에게도 속내를 들키지 않고 평정심을 유지한다. 감정 관리에 탁월. 남편 범석에겐 착하고 더없이 고결한 영혼을 가진 날개 잃고 하강한 천사다. 냉철한 판단력과 추진력을 무기로 마회장의 속내를 간파, 마회장이 두는 장기판의 몇 수를 내다보고 훈수도 둔다. 철저하게 감추고 있지만 마회장을 향한 복수가 초 목표다. 왜 마회장에게 복수하려는 지는 아무도 모른다. 네 살 배기 딸 미소가 화마의 희생이 됐다고 믿고 범석과 결혼한 것도 마회장 탓이었지만... 더 근원적인 마회장을 향한 원한이 폐부 깊숙이 박혀있다. 그 복수를 실현할 수 있을 때까진 머리를 조아린 채 숨을 죽이며 마회장의 충복으로 살아간다.

죽은 줄 알았던 딸 미소가 봉사 다니던 보육원에서 만난 혜수이길 바랐건만 강주로 밝혀지고, 남편 범석과의 사이에 아이가 없었던 터라 강주를 입양, 외부적으론 범석의 전처가 데려온 딸 세영을 데려온 걸로 포장, 세영으로 키운다. 19년 후... 친딸이나 이를 모른 채 딸 같은 존재라고만 믿는 혜수, 가짜 딸이나 진짜 딸이라고 믿는 세영... 사이에서 운명의 소용돌이에 휘말리게 되는 유경! 전 천하그룹 부회장, 현 천하그룹 회장
- 김규선 : 정혜수/정미소/스텔라 정 역[2] (아역 : 신채린, 박규빈) - 본작의 메인 여주인공 . 몇 번을 쓰러져도 굴하지 않고 일어서는 오뚝이 과, 한별의 어머니. 긍정적인 에너지가 넘치고 밝고 씩씩하다. 평소엔 상냥, 친절, 명랑, 쾌활하지만 딸 한별이를 위해서라면 당장 지옥 불에 뛰어들 기세다. 네 살 때 보육원에 버려졌고 열 살 때 파양, 열두 살에 햇살 보육원 창고 화재로 다른 보육원으로 옮겨 다니며 힘겹게 살다 기적처럼 만난 고모와 단둘이 산다. 사회적 냉대와 차별, 편견 탓에 받은 상처를 누구보다 잘 알기에 평등한 사회를 만들고 싶어 법조인이 되고자 했다. 그런데 가난한 연인 지호가 더 그녀보다 법조인이 되고자하는 의지가 강하고 좋은 법조인이 될 수 있다고 믿고 기꺼이 뒷바라지를 자청, 청소도우미를 한다. 그럼에 불구, 보육원 시절 엄마 같은 존재였던 유경이 심어준 디자이너의 꿈도 포기하지 않고 디자인공모전에도 도전, 합격하기에 이르는데..

그녀의 뒷바라지에 보답하듯 지호도 사시에 합격하고 한별이 다섯 살 되던 해 우여곡절 끝에 결혼식을 올리게 되는데, 믿어지지 않는 일이 일어난다. 사실혼관계였고 믿어 의심치 않았던 내 남자 지호가 결혼식장에서 줄행랑! 더 충격적인 건 지호에게 여자가 생겼고 그 여자가 바로 보육원 시절 친구였고 엄마 유경이 혜수를 아낀다는 이유로 질투했던 세영이라는 게 아닌가. 지호를 유혹, 딸까지 낳은 혜수와의 십년이란 세월을 헌신짝처럼 버리게 한 세영은 설상가상 천하그룹 손자 인하의 약혼녀다. 지호와 인하는 절친 사이. 얽혀버린 네 남녀의 실타래 속에서 혜수는 운명의 소용돌이에 빠지게 되는데..!
- 오창석 : 강지호 /가짜 유지호 역[3]- 본작의 메인 남주인공이자 메인 빌런. 혜수와 사실혼 관계, 한별의 아버지. 공숙의 아들. 서울지방검찰청 소속 특검팀 3년차 검사. 명석한 두뇌와 잘생긴 외모, 모델 같은 기럭지, 오직 본인 자체만이 유일한 자산이다. 혼자 아들 키우며 고생한 엄마를 힘들게 해서도 안 되고 어떻게든 자신의 힘으로 인정받으려면 공부를 잘해야 하고 모범생이 돼야했다. 악착같이 매달리지 않으면 원하는 걸 쟁취할 수가 없었다. 메마른 대지의 단비 같은 여자 혜수, 그녀는 그를 웃게 한다. 그녀의 씩씩함과 긍정적인 마인드, 활력 넘치는 에너지가 스며든다. 혜수의 뒷바라지의 결실로 사시에 합격한 날,

혜수와 함께 밤을 보냈고 한별이가 생긴다. 사법연수원, 지방발령 등, 바로 결혼할 수 없는 상황과 핑계들이 그의 맘 깊은 곳에서도 하나 둘씩 생겨났고...
언젠가부터 자신도 모르게 청소도우미 혜수가 창피해진다. 그 마음을 겉으로는 드러내진 못하지만 감자 싹의 독처럼 점 점 자라나고... 그러다 지검장 범석의 딸 세영의 유혹에 무참히 무너진다.
그때부터 혜수 모녀에 대한 감정은 묵직한, 그래서 더 도망가고 싶은 책임이고 세영에 대한 감정은 위험하지만, 그래서 더 도발적인 사랑으로 변한다. 결국 혜수와의 결혼식장을 도망치고 세영을 선택하는데...전 서울중앙지검 부장검사,차장검사 전 천하그룹 부회장, 전 천하그룹 회장
(1~119회수감자)
- 한지완 : 주세영/차강주/가짜 정미소 역[4] (아역 문서연) - 본작의 서브 여주인공이자 진 최종 보스. 천하패션 패션사업본부 디자인실 실장, 거침없고 하고 싶은 말은 꼭 하고 하고 싶은 일도 반드시 해야 한다. 갖고 싶은 건 당연히 갖는다. 빼앗아서라도... 사람이든 물건이든 일단 꽂히면 올인! ‘금사빠(금방 사랑에 빠진다)’에 ‘금사식(금방 사랑에 식는다)’이다. 그 대상에게 매력을 잃으면 언제 그랬냐는 듯 무섭게 차가워진다. 상대에 대한 배려는 안중에도 없다. 반면 홀릭하면 뜨겁다. 금방 타 죽을 듯. 지호의 열정이 나를 숨 쉬게 한다. 사랑받고 싶은, 내재된 욕망을 충족시킨다. 지호는 약혼자 인하의 둘도 없는 친구고 딸까지 낳은 십년 사귄 여자도 있다. 하필 그 여자가 엄마의 친딸 혜수다. 그 사실만 생각하면 피가 거꾸로 솟는다.

나는 가짜 딸이다. 진짜 딸 혜수와 엄마 유경을 간신히 떼어냈는데 또 내가 원하는 남자가 혜수 남자다. 그래서 더 흥분된다. 더 전의에 불탄다. 정수리에서 불꽃이 솟듯 지호를 갖고 싶은 열망을 멈출 수가 없다. 탐욕이어도 좋다. 금세 싫증 나 쓰레기통에 장난감을 버리듯 지호를 버릴지라도.... 엄마 유경을 빼앗았듯 지호도 가져야겠다. 안 그럼 돌아버리겠으니까.
(1~119회 수감자)
- 이현석 : 유인하 역[5] - 본작의 서브 남주인공. 천하그룹 후계자, 천하패션 패션사업본부 디자인실 본부장. 지호와 고교동창, 베스트 프렌드. 민성과 선정의 아들. 겉으로 보기에 거만하고 변덕스럽다. 반면 동물과 예술을 사랑하고 구르는 낙엽에, 가슴을 적시는 아름다운 선율에 눈물을 흘릴 정도로 낭만파다. 천하가 황태자 자리는 어차피 그의 것! 노력할 필요 없다. 누리면 된다. 원 없이. 지루하고 심각한 건 딱 질색. 골치 아프고 복잡한 일은 하기 싫다. 재벌가 자제로서의 끊임없는 사육, 후계자자리를 놓고 아버지 민성과 아들 인하를 비교하며 라이벌 관계로 만드는 할머니 마회장... 아버지는 아들보다 못한 놈, 그릇 크기가 간장종지만한 놈이란 소리를 귀가 닳도록 들었다. 아버지를 더 강하게 만들려는 훈육이었지만... 아버지는 점 점 무너져갔다.

무능한 아버지보다 뛰어난 자신의 존재에 대해 끊임없이 괴로워하고... 죽마고우 지호의 여자였던 혜수가 자꾸 눈에 들어온다. 상처 입은 혜수를 지켜보다 연민과 동지애가 생기고 점점 친구 이상의 감정을 가지게 되는데... 마현덕의 가짜 손자,유민성의 가짜아들
- 반효정 : 마현덕 역[6](†) - 본작의 페이크 최종 보스. 천하그룹 회장. 나는 새도 떨어뜨릴 정도로 힘과 부를 가졌다. 걸음 한걸음 한걸음에도 다 속내가 담겨있을 만큼 존재만으로도 숨이 턱턱 막히는 엄청난 카리스마와 사업수완이 뛰어난 여장부. 유경과 혜수, 한별의 운명을 바꿔놓은 장본인. 대부분의 비밀을 알고 조종하고 통제하는 빅브라더. 남편 유형석의 비서였다가 그의 눈에 들어 온갖 반대를 무릅쓰고 결혼했다. 천하그룹이 성장하기까지 그녀의 공이 지대함에도 며느리라는 이유만으로 남편에게 그룹회장을 양보해야했지만 포기하지 않고 고군분투했다. 남편 유형석은 단지 시아버지의 적통이라는 이유만으로 능력이 없는데도 삼십대부터 회장을 맡았고 그룹 중요한 일 대부분은 그녀 몫이었다. 남편은 기 센 아내가 부담스럽단 이유로 수많은 염문을 뿌렸다. 그리고 강지호와 유인하의 가짜 친조모이다

그 여자들을 조용히 정리하는 것도 모두 그녀 몫이었다. 남편 유형석에 이어 그룹 총수가 될 줄 알았건만 결코 호락호락한 천하가가 아녔다. 시동생 유기현이 회장이 됐고 그녀는 유회장의 유일한 핏줄 민성 덕에
천하가에서 간신히 붙어사는 처지가 됐다. 그렇다고 포기할 그녀가 아녔다. 아들 민성에게 총수자리를 물려주기 위해서라도 총수가 돼야만 했다.
몸을 낮춘 채 살던 중, 이십대 유경을 만났는데, 반드시 유경을 곁에 둬야만 하는 이유가 생긴다. 결국 유경은 마회장에게 큰 힘을 실어주는 법조계집안의 범석과 결혼, 마회장의 가장 믿음직스러운 충복이자 가장 무서운 적으로 급부상하는데... 전 천하그룹 회장, 전 천하그룹 명예회장
103화에서 강지호에게 독극물로 결국
사망하고 만다.

### 유경의 사람들
- 선우재덕 : 주범석 역[7] - 유경의 남편, 세영의 아버지. 서울 중앙 지방검찰청 지검장이자 검찰총장 내정자. 머잖아 정치계에 입문, 대권에 도전할 예정이다. 3대째 법조계 집안. 돌아가신 아버지는 검찰총장을 역임했고 어머니 집안은 국내 최고 로펌을 소유하고 있다. 법조계 최고인맥을 자랑하는 인물. 젊은 검사들의 존경의 대상이자 살아있는 검찰의 자존심으로 불린다. 여자남자 동등한 시대를 살아야한다고 주장하지만 속으론 엄격한 가부장적인 가치관을 갖고 있다. 유경을 사랑하면서도 그 실체를 모른다. 날개옷 잃은 천사이자 세상에서 가장 고귀하고 더없이 정결한 여자가 유경이라고 믿는다. 어머니 뜻대로 전처와 결혼했으나 사랑 없는 결혼생활에 염증 느끼고 이혼했다. 전 검찰총장, 현 법무부 장관.

대학 때 혼자만의 사랑을 키웠던 유경을 다시 만나고 오매불망 유경만을 원하게 되는데...
5년이 넘도록 아이가 생기지 않자 유경이 먼저 입양을 제안해 승낙했다. 열두 살 때 입양된 강주, 외부적으론 범석이 이혼한 전처와의 사이에서 낳은 딸 세영으로 포장한다. 남들 보기엔 딸 세대를 지지해주는 젠틀 대디 자체다.
- 주새벽 : 안희영 역[8] - 본작의 서브 악녀. 유경의 비서였다가 현재는 지호의 비서로 비서실장이다. 유경 속을 들어갔다 나온 듯 척척 알아서 처리한다. 실은 마회장 사람. 마회장이 후원한 장학금으로 대학을 나온 인재. 고실장보다 능력을 인정받고 싶어 라이벌 의식 갖고 있으면서도 한편으론 유경만을 바라보는 고실장에게 연민을 느낀다. 그놈의 사랑이 죄다. 유경과 오래 일하다보니 마회장을 위해 일하면서도 유경을 존경하고 이해하게 된다. 고실장이 이중첩자라는 사실을 알게 되고 갈등하는데...하지만 유경을 배신한다

### 혜수의 사람들
- 유담연 : 강공숙 역 - 지호의 어머니, 민자의 여고 동창. 천박함의 결정체요, 속물근성의 종합선물세트. 뛰어난 두뇌에 명석한 지호가 자랑스러우면서도 애비 없는 자식이라 손가락질 받으며 자라 늘 아릿하다. 가진 게 너무 없어 사시 공부하는 아들을 제대로 뒷바라지 못해줘 늘 미안하다. 지성이면 감천이라고...드디어 내 아들 지호가 사법사시 합격, 검사가 됐다!! 그, 러, 나... 화장실 들어갈 때와 나올 때 다르다고... 그 착하고 희생적인 둘도 없는 예비 며느리 혜수가 슬슬 부담스러워지고 초라해 보인다.

우여곡절 끝에 울며 겨자 먹기로 결혼식을 하게 되는데... 세상에나 만상에나 엄마가 아무리 말려도 귓등으로도 안 듣던, 한 지조...하는 우리 지호가 결혼식장에 나타나질 않다니...
- 양지원 : 진선미 역 - 혜수의 보육원 친구, 천하백화점 판매 직원이었다. 혜수와 함께 천하패션 공모전에 당선, 인턴디자이너가 된다. 보육원시절 후배 경원을 짝사랑한다. 세영에게 경원이 이용당하고 있다는 사실을 알고 나름 충고와 눈물어린 호소, 협박 등 경원 구출작전을 펼친다. 세영이 강주였을 때 보육원에서 같이 살았고 쉬쉬했지만 원장님 조칸 줄 알았는데 친엄마를 만났고 그 엄마가 바로 천하그룹 설유경 상무(나중 대표)라는 것도 안다. 3년 후 디자이너 루나 정이 된 혜수 매니저로 활동.

- 권단아 : 강한별 역 - 당돌하면서도 귀엽고 앙증맞은 애어른과, 엄마 혜수를 닮아 그림을 잘 그린다. 어른들에게 돌직구도 잘 날리는 당찬 어린이. 지호와 혜수의 딸.

- 오윤홍 : 정민자 역 (†) - 혜수의 고모, 유경의 동거남 정호진의 여동생. 세련되고 상당한 미모를 여전히 갖고 있다. 겉모습만 보면 대부분 서울 사람이고외국에서 살다 온 듯 패션스타일이 상당히 파격적이다. 서프라이즈 패션을 선호하는 건 공칠과 막상막하. 그런데 입만 열었다하면 경상도 사투리가 쏟아져 나온다. 오빠가 보내준 사진을 통해 이십대 유경을 본 적 있지만 실물은 본 적 없고... 세월이 오래 흐른 탓에 유경과 마주쳐도 그녀가 오빠의 딸을 낳은 여자일 줄은 꿈에도 몰랐다. 오빠 딸을 낳은 여자는 화재사고로 죽은 줄 안다.

### 천하그룹
- 신수호 : 이경원 역 - 인하의 비서, 평소엔 과묵. 존재하는지조차 모를 정도. 귀는 열려있고 입은 무겁다. 안하무인으로 보이지만 실은 순딩이인 인하가 좋다. 인하의 변덕, 투정, 짜증에도 전혀 흔들리지 않는 마이웨이 과. 어린 시절, 혜수와 선미, 강주(세영)와 보육원에서 함께 자랐다. 어떤 역경이 와도 다시 오뚝이처럼 일어나는 혜수를 보면 마음이 따뜻해진다. 세영의 소개로 인하의 비서로 일할 수 됐을 때만 해도 세영은 고마운 누나였다. 하지만 그게 빠져나올 수 없는 늪이 될 줄은 몰랐다. 혜수는 한 사람으로서 좋아하고 세영은 연민으로 시작돼 짝사랑하는 대상으로 발전한다.

자신을 이용하는 줄 아는 데도 사랑한다.
- 김시헌 : 고성재 역 - 마회장의 비서였다가 현재는 유경의 비서. 포커페이스. 실은 유경 사람. 유경을 짝사랑하면서도 이중첩자 노릇을 한다. 마회장의 비서 겸 운전기사였던 아버지 고철만 뒤를 이어 마회장에게 충성을 바친다. 그런데 아버지 죽음에 마회장 또는 유경이 관련돼있다는 사실을 알고 진실을 파헤친다.

- 김선혜 : 민선정 역(†) - 인하의 어머니, 몇 대째 정치가 집안 딸로 태어날 때부터 귀족이라 감사할 줄 모른다. 남편 민성과 집안끼리 정략결혼을 했지만 점점 민성의 착하지만 약한 심성을 알게 되고... 사랑까진 아녀도 측은지심을 갖고 있다. 사고 후 의식불명이던 남편 민성은 세상을 떠나고... 계속 의식불명이던 그녀를 아들 인하가 스위스로 데려가 안락사를 시키기로 하는데...
- 김수현 : 서비서 역 - 마회장이 천하그룹 대표시절 수행비서였다, 현재는 천하패션 임원직을 맡고 있다. 죽은 마회장의 굵직한 아킬레스 건, 고기사의 죽음에 관한 비밀을 쥐고 있는 인물.

### 그 외 인물
- 정성모 : 유기훈 역 - 죽은 마현덕 회장의 시동생

- 송영규 : 유민성 역 - 죽은 마현덕 회장의 아들

- 양혜진 : 천민숙 역 - 백발마녀

- 정의갑 : 박정호 역

- 미상: 설유경의 과거 동거남 역

- 미상 : 의사 역

- 배건식 : 유형석 역 - 죽은 마현덕 회장의 남편

- 미상 : 이창우 역

- 미상 : 맨해튼 외삼촌 역

- 미상 : 고성재의 아버지 역

- 미상 : 김상구 역

- 미상 : 검찰총장 역

- 이화린 : 조예서 역

- 미상 : 포이즌 직원 역

- 미상 : 도찬우 역 - 민선정의 과거 연인이자 유인하의 생부

- 미상 : 변호사 역 - 한강캐피탈 대리인

- 미상 : 천 변호사 역

- 김광인 : 민수혁 원장 역

- 박성균 : 윤성균 검사 역

- 미상 : 김창석 역 - 기자

- 미상 : NBS 기자수첩 보도 본부장 역

- 미상 : 김 변호사 역

- 미상 : 윤 검사 역

- 미상 : 이사 역

- 미상 : 교도관 역

- 미상 : 비서 역

### 특별출연
- 정소영 : 차용숙 역

‘나는 새도 떨어뜨릴’ 정도로 강한 힘과 높은 부를 축적한 천하그룹 마회장의 비서 겸 운전기사였던 아버지 고철만 뒤를 이어 마회장에게 충성을 바친 최측근이다. 마회장과 설유경 사이에서 갈등을 부추기거나 해결하며 중요한 역할. 이모가 아닌 세영(강주)의 친모이기도 하다.

## 시청률
아래의 파란색 숫자는 '최저 시청률'이고, 빨간색 숫자는 '최고 시청률'입니다. 시청률조사회사와 지역별로 시청률에 차이가 있을 수 있습니다. 
| 2022년  | 2022년    | 2022년         |
| 회차    | 방송일    | AGB 시청률     |
| 회차    | 방송일    | 대한민국(전국) |
| ------- | --------- | -------------- |
| 제1회   | 10월 10일 | 6.2%           |
| 제2회   | 10월 11일 | 5.6%           |
| 제3회   | 10월 12일 | 5.3%           |
| 제4회   | 10월 13일 | 5.4%           |
| 제5회   | 10월 14일 | 6.5%           |
| 제6회   | 10월 18일 | 5.3%           |
| 제7회   | 10월 19일 | 6.0%           |
| 제8회   | 10월 20일 | 5.9%           |
| 제9회   | 10월 21일 | 5.6%           |
| 제10회  | 10월 24일 | 5.6%           |
| 제11회  | 10월 26일 | 5.6%           |
| 제12회  | 10월 27일 | 6.1%           |
| 제13회  | 10월 28일 | 5.7%           |
| 제14회  | 11월 1일  | 5.7%           |
| 제15회  | 11월 2일  | 5.3%           |
| 제16회  | 11월 3일  | 6.0%           |
| 제17회  | 11월 7일  | 6.5%           |
| 제18회  | 11월 9일  | 6.5%           |
| 제19회  | 11월 10일 | 6.0%           |
| 제20회  | 11월 11일 | 5.6%           |
| 제21회  | 11월 14일 | 5.8%           |
| 제22회  | 11월 15일 | 5.8%           |
| 제23회  | 11월 16일 | 5.6%           |
| 제24회  | 11월 17일 | 6.1%           |
| 제25회  | 11월 18일 | 4.8%           |
| 제26회  | 11월 29일 | 5.4%           |
| 제27회  | 11월 30일 | 5.6%           |
| 제28회  | 12월 1일  | 5.2%           |
| 제29회  | 12월 2일  | 5.4%           |
| 제30회  | 12월 5일  | 6.4%           |
| 제31회  | 12월 6일  | 5.8%           |
| 제32회  | 12월 7일  | 6.4%           |
| 제33회  | 12월 8일  | 6.1%           |
| 제34회  | 12월 9일  | 5.6%           |
| 제35회  | 12월 12일 | 6.4%           |
| 제36회  | 12월 13일 | 6.1%           |
| 제37회  | 12월 14일 | 6.3%           |
| 제38회  | 12월 15일 | 6.8%           |
| 제39회  | 12월 16일 | 6.0%           |
| 제40회  | 12월 19일 | 6.8%           |
| 제41회  | 12월 20일 | 6.3%           |
| 제42회  | 12월 21일 | 6.9%           |
| 제43회  | 12월 22일 | 6.9%           |
| 제44회  | 12월 23일 | 5.9%           |
| 제45회  | 12월 26일 | 6.1%           |
| 제46회  | 12월 27일 | 6.2%           |
| 제47회  | 12월 28일 | 6.7%           |
| 제48회  | 12월 29일 | 7.3%           |
| 제49회  | 12월 30일 | 5.9%           |
| 2023년  |           |                |
| 제50회  | 1월 2일   | 7.3%           |
| 제51회  | 1월 3일   | 6.9%           |
| 제52회  | 1월 4일   | 6.6%           |
| 제53회  | 1월 5일   | 7.0%           |
| 제54회  | 1월 6일   | 5.9%           |
| 제55회  | 1월 9일   | 6.3%           |
| 제56회  | 1월 10일  | 6.3%           |
| 제57회  | 1월 11일  | 5.8%           |
| 제58회  | 1월 12일  | 6.4%           |
| 제59회  | 1월 13일  | 6.6%           |
| 제60회  | 1월 16일  | 6.3%           |
| 제61회  | 1월 17일  | 6.2%           |
| 제62회  | 1월 18일  | 6.4%           |
| 제63회  | 1월 19일  | 6.4%           |
| 제64회  | 1월 20일  | 6.1%           |
| 제65회  | 1월 25일  | 6.2%           |
| 제66회  | 1월 26일  | 7.2%           |
| 제67회  | 1월 27일  | 5.7%           |
| 제68회  | 1월 30일  | 6.0%           |
| 제69회  | 1월 31일  | 5.5%           |
| 제70회  | 2월 1일   | 5.4%           |
| 제71회  | 2월 2일   | 6.4%           |
| 제72회  | 2월 3일   | 6.2%           |
| 제73회  | 2월 6일   | 6.3%           |
| 제74회  | 2월 7일   | 6.5%           |
| 제75회  | 2월 8일   | 6.7%           |
| 제76회  | 2월 9일   | 6.0%           |
| 제77회  | 2월 10일  | 6.3%           |
| 제78회  | 2월 13일  | 6.3%           |
| 제79회  | 2월 14일  | 5.2%           |
| 제80회  | 2월 15일  | 5.7%           |
| 제81회  | 2월 16일  | 6.1%           |
| 제82회  | 2월 17일  | 5.3%           |
| 제83회  | 2월 20일  | 5.5%           |
| 제84회  | 2월 21일  | 5.8%           |
| 제85회  | 2월 22일  | 6.5%           |
| 제86회  | 2월 23일  | 5.7%           |
| 제87회  | 2월 24일  | 5.3%           |
| 제88회  | 2월 27일  | 5.9%           |
| 제89회  | 2월 28일  | 5.9%           |
| 제90회  | 3월 1일   | 6.3%           |
| 제91회  | 3월 2일   | 6.4%           |
| 제92회  | 3월 3일   | 6.0%           |
| 제93회  | 3월 6일   | 6.7%           |
| 제94회  | 3월 7일   | 6.1%           |
| 제95회  | 3월 8일   | 6.5%           |
| 제96회  | 3월 14일  | 5.7%           |
| 제97회  | 3월 15일  | 5.5%           |
| 제98회  | 3월 16일  | 5.4%           |
| 제99회  | 3월 17일  | 5.2%           |
| 제100회 | 3월 20일  | 5.7%           |
| 제101회 | 3월 21일  | 5.5%           |
| 제102회 | 3월 22일  | 5.8%           |
| 제103회 | 3월 23일  | 6.0%           |
| 제104회 | 3월 24일  | 5.6%           |
| 제105회 | 3월 27일  | 5.8%           |
| 제106회 | 3월 28일  | 5.7%           |
| 제107회 | 3월 29일  | 5.4%           |
| 제108회 | 3월 30일  | 6.4%           |
| 제109회 | 3월 31일  | 5.0%           |
| 제110회 | 4월 3일   | 5.1%           |
| 제111회 | 4월 4일   | 5.9%           |
| 제112회 | 4월 5일   | 6.1%           |
| 제113회 | 4월 6일   | 6.2%           |
| 제114회 | 4월 7일   | 4.7%           |
| 제115회 | 4월 10일  | 5.3%           |
| 제116회 | 4월 11일  | 4.5%           |
| 제117회 | 4월 12일  | 5.3%           |
| 제118회 | 4월 13일  | 5.4%           |
| 제119회 | 4월 14일  | 5.8%           |

## 결방 사유 및 조기 종영
- 2022년 10월 25일 : MBC 스포츠 2022년 KBO 리그 플레이오프 2차전 키움 히어로즈 VS LG 트윈스 중계방송으로 인한 결방.
- 2022년 10월 31일 : 이태원 압사 사고 여파로 인한 결방.
- 2022년 11월 4일 : MBC 스포츠 2022년 한국시리즈 3차전 SSG 랜더스 VS 키움 히어로즈 중계방송으로 인한 결방.
- 2022년 11월 8일 : MBC 스포츠 2022년 한국시리즈 6차전 키움 히어로즈 VS SSG 랜더스 중계방송으로 인한 결방.
- 2022년 11월 21일 ~ 11월 28일 : 2022 카타르 월드컵 중계방송 편성으로 인한 결방.
- 2023년 1월 23일 ~ 1월 24일 : 설특집 <미쓰와이프> 편성으로 인한 결방.
- 2023년 3월 9일 ~ 3월 13일 : 2023 월드 베이스볼 클래식 중계방송 편성으로 인한 결방.
- 2023년 4월 11일 : MBC 뉴스데스크 대체방송으로 인해 저녁 6시 55분으로 편성 변경.
- 마녀의 게임 방영 분량이 120부작에서 1회 축소되어 119부작으로 변경 및 확정되었다.
  - 결방 개수: 17개

## OST
- Part.1 여은 - 매일 너에게 말해도 되겠니? (2022년 10월 12일 발매)
- Part.2 숙행 - 줄게 (2022년 10월 19일 발매)
- Part.3 숙희 - 사랑하는 사람에게 (2022년 10월 26일 발매)
- Part.4 원케이 - 너밖에 내 안에 (2022년 11월 2일 발매)
- Part.5 허공 - 나처럼 그리운가요 (2022년 11월 9일 발매)

## 수상 목록
- 2023년 MBC 연기대상 일일극 부문 남자 우수상 (이현석)
- 2023년 MBC 연기대상 일일극 부문 여자 최우수상 (장서희)

## 참고 사항
- 이형선 PD와 선우재덕은 2017년에 방송된 MBC 아침 일일 연속극 《언제나 봄날》 이후로 5년 만에 재회했다.
- 본 작품은 월요일이 아닌 화요일에 첫방송 되었다.
- 김규선과 정성모는 2017년에 개봉한 영화 《더 킹》 이후로 5년 만에 재회했다.
- 반효정과 선우재덕은 KBS1 저녁 일일 드라마 《사랑은 노래를 타고》, KBS2 TV소설 《파도야 파도야》, KBS2 저녁 일일 드라마 《빨강구두》, KBS1 저녁 일일 드라마 《별난 가족》에 이어서 다섯 번째로 호흡을 맞추는 계기가 되었다.
- 선우재덕은 2022년에 방송된 KBS1 일일 드라마 《으라차차 내 인생》 끝나고 2주 만에 복귀한 작품이다.
- 반효정은 2022년에 방송된 KBS2 주말 드라마 《현재는 아름다워》 끝나고 3주 만에 복귀하는 작품이다.